# رابرت هنری ویدمر
رابرت هنری ویدمر (انگلیسی: Robert H. Widmer؛ ۱۷ مهٔ ۱۹۱۶ – ۲۰ ژوئن ۲۰۱۱ (۹۵ سال)) یک مهندس دانش هوانوردی اهل ایالات متحده آمریکا بود. در نوامبر سال ۱۹۵۶ میلادی نخستین پرواز هواپیمای جت فراصوت بمب‌افکن با نام کانویر بی-۵۸ هاسلر با عدد ماخ ۲ انجام گردید. این هواپیما توسط رابرت هنری ویدمر طراحی شده بود.